# The Best of Run DMC
The Best of Run DMC è un greatest hits del 2003 dei Run DMC.

## Tracce
1. King of Rock – 5:13
2. It's Tricky – 3:04
3. My Adidas – 2:49
4. Down with the King – 5:04
5. Hollis Crew (Krush-Groove 2) – 3:13
6. It's Like That – 4:49
7. Jam-Master Jay – 3:12
8. I'm Not Going Out Like That – 4:56
9. Roots, Rap, Reggae – 3:11
10. Proud to Be Black – 3:14